# Tralalero Tralala

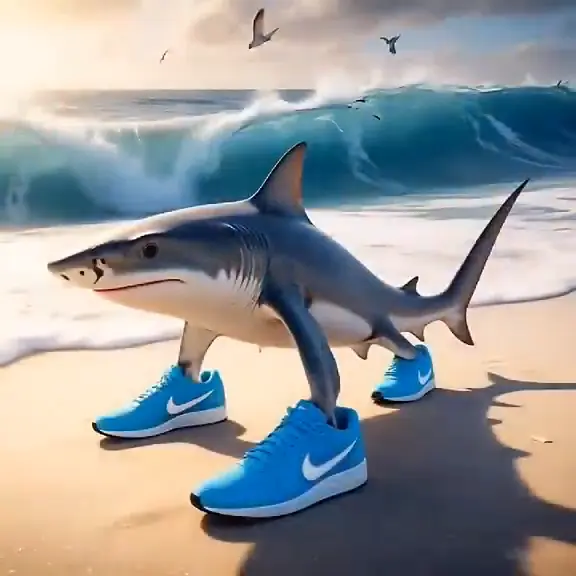
Tralalero Tralala

Tralalero Tralala é um dos personagens principais do brainrot italiano, que foi o primeiro personagem do fenômeno. Ele foi criado em 13 de janeiro de 2025 no TikTok.  É um tubarão de três pernas usando sapatos da marca Nike na praia que foi gerado por inteligência artificial.

## Controvérsia
Este personagem foi acusado de islamofobia e anticristianismo, principalmente porque o vídeo de Tralalero Tralala condena Alá (e Deus) em italiano (embora "Tralalero Tralala" não signifique nada em italiano, a frase que o segue, "Porco Dio, Porco Ala", é uma forma de xingamento).  Algo semelhante aconteceu com Bombardiro Crocodilo.